# Oláh Zoltán Sándor
Oláh Zoltán Sándor (Hódmezővásárhely, 1956. május 1. –) magyar molekuláris biológus, biokémikus a Miskolci Egyetem docense, az Acheuron Kft. és Nefelejts B2B Kft tudományos igazgatója és tulajdonosa. Az USA szabadalmakkal védett morfint leváltó fájdalomcsillapító felfedezője.

## Szakmai életrajza
1980-ban szerzett biológia-kémia szakos középiskolai tanári oklevelet a JATE Természettudományi karán (ma Szegedi Tudományegyetem). Tudományos pályáját az MTA Szegedi Biológiai Kutatóközpontban (SZBK) kezdte, ahol már 1987-ben megszerezte a biológiai tudományok kandidátusa fokozatot, mely a protein kináz témakörben végzett kutatásai eredményeként jött létre.  Így az ország legfiatalabb biológus kandidátusaként alkalma nyílt 1988-ban Fogarty ösztöndíjjal az USA világvezető egészségügyi kutatóintézetében, a National Institutes of Health (NIH) Rák kutató Intézetében (NCI) folytatni tudományos pályafutását. Az itt eltöltött 7 év eredményeként megalapította az „SZBK-in-US” laboratóriumot az SZBK-ból általa elhívott magyar biológusokkal. 
1995-ben megkapta a szabad munkavállaláshoz szükséges zöld kártyát, mellyel tudásalapú biotech-cégekben (Research Institute for Genetic and Human Therapy, SESI) végezhetett kutatásfejlesztést. Tudományos és biotechnológiai tapasztalatait a Georgetown University (Washington DC) Biokémiai Intézete „Assistant Professor”-i állással ismerte el, majd 1998-ban "Title42" főmunkatársi kinevezéssel visszatért az NIH-be. Itt a „Krónikus fájdalmak génterápiás gyógyítása” amerikai szabadalom társfelfedezőjeként tett nagy lépést előre az akkor meghirdetett „Laborasztaltól a betegágyig” (Bench-to-Bedside) programban. 
Az NIH szponzorálta első szabadalma a második gyógyító eljárás, a „Molekuláris Idegsebészet” megalapozásában csúcsosodott ki 2001-ben. Ez utóbbi egy új, a TRPV1 gyulladásos célmolekulára irányított, szelektív, nem-narkotikus fájdalomcsillapító eljárás, amelynek Fázis I klinikai kipróbálása 2008-ban indult el, mely jelenleg is fogad morfin-rezisztens, rákos fájdalomban szenvedő végstádiumú betegeket az NIH-ben. A szabadalmakon túl, kutatási eredményeiből nagyszámú közlemény jelent meg a legrangosabb nemzetközi szakfolyóiratokban (ld. Magyar Tudományos Művek Tára: Oláh Zoltán (biokémikus)) . Munkásságának elismerő fogadtatását jelzi, hogy eddig több, mint 3000-szer idézték közleményeit tőle független publikációkban.
Hazatérése után, 2005-ben megalapította a Magyarországon első kemo-, bioinformatikai csoportot, mely többek között a tudományos közlemények egyik világvezető kiadójának, az Elsevier-nek is készített tematikus adatbázisokat magas rangú tudományos folyóiratokban megjelent publikációkból és szabadalmakból.
Az Alzheimer kór kialakulásában jelentős szerepet játszó fehérje plakkok képződésének, illetve az ezt a folyamatot akadályozó mechanizmusnak a felismerése arra ösztökélte, hogy minél előbb bevezesse azon kismolekulákat tartalmazó növények rendszeres fogyasztását, melyek ezen plakkok kialakulását akadályozzák. E céljának elősegítése érdekében 2006-ban megalapította a Pharmacoidea Kft-t és el kezdte szervezni a Pharmacofood klasztert. Az élelmiszerekre vonatkozó szabályozások következtében a klaszter azonban nem tudta megvalósítani céljait. A Pharmacoidea Kft.-t 2011-ben eladta, majd 2014-ben, új lendülettel létrehozta a Nefelejts-B2B.Kft.-t, mely 2019-ben a kínai étrend-kiegészítő piacot is meghódította Forget-Me-Not (Nefelejts) termékével.
Oktatói tevékenysége a washingtoni Georgetown University-n kezdődött 1997-ben, ahol bekapcsolódott az ott folyó PhD képzésbe. Hazatérése után, 2004-től a Szegedi Tudományegyetem Természettudományi és Informatikai Kar Doktori Iskolájának témavezetője és oktatójaként több hallgatót juttatott el a sikeres PhD fokozat megszerzéséig. Az általa irányított hallgatók a PhD fokozat megszerzése után jó nevű nyugat-európai és amerikai kutatólaboratóriumokban is megállják helyüket. Jelenleg a Miskolci Egyetem bionika képzésének akkreditálásán dolgozik.

## Díjai, elismerései
- 1984-1987 Tudományos ösztöndíj, MTA
- 1985 FEBS ösztöndíj, National Institute for Medical Research, Mill Hill, London, UK
- 1986 Soros György ösztöndíj, George Washington University, Washington DC, USA
- 1988-1995 Fogarty ösztöndíj, National Institutes of Health, USA
- 1997 Meghívott előadó, Department of Pharmacy, Free University, Berlin, Germany
- 1997-1999 Emerging Scientific Opportunities Fund, USA
- 1998-2001 Laborasztaltól a klinikumig (Bench-to-Bedside) kutatási támogatás „Genetherapy…[of]… pain”, USA
- 2001-2002 Laborasztaltól a klinikumig (Bench-to-Bedside) kutatási támogatás „New treatments for intractable pain”, USA
- 2003 USA szabadalom 6 596 269 „Methods of treating chronic pain”
- 2003 Gyógyszerfejlesztésben alkalmazható fejlett robotika kidolgozásáért, USA (pénzdíj)
- 2012 USA szabadalom 8 338 457 „Selective ablation of pain-sensing neurons by administration of a vanilloid receptor agonist(1)”
- 2013 USA szabadalom 20130210905 „Selective ablation of pain-sensing neurons by administration of a vanilloid receptor agonist (2)” elbírálás alatt